# Banque centrale du Chili
Pour les articles homonymes, voir Banco Central.
La Banque centrale du Chili (en espagnol : Banco Central de Chile) est la banque centrale du Chili. Elle a été fondée en 1925 avec le décret numéro 486. C'est un organisme autonome et de rang constitutionnel, de caractère technique, ayant personnalité juridique et un patrimoine propre. Elle est détenue par l'État.